# Muñotello
Muñotello ist ein Ort und eine zentralspanische Gemeinde (municipio) mit 49 Einwohnern (Stand: 2024) in der Provinz Ávila in der Autonomen Region Kastilien-León.

## Lage
Der Ort Muñotello befindet sich in den nördlichen Ausläufern der Sierra de Gredos im Westen des Valle de Amblés gut 42 km südwestlich von Ávila in einer Höhe von ca. 1155 m ü. d. M. Das Klima im Winter ist kühl, im Sommer dagegen trotz der Höhenlage durchaus warm; die geringen Niederschlagsmengen (ca. 450 mm/Jahr) fallen – mit Ausnahme der nahezu regenlosen Sommermonate – verteilt übers ganze Jahr.

## Bevölkerungsentwicklung
| Jahr      | 1857 | 1900 | 1950 | 2000 | 2017 |
| Einwohner | 544  | 594  | 582  | 128  | 63   |

Der starke Bevölkerungsrückgang seit den 1950er Jahren ist im Wesentlichen auf die Mechanisierung der Landwirtschaft und den damit einhergehenden Verlust an Arbeitsplätzen zurückzuführen.

## Wirtschaft
Das wirtschaftliche Leben von Muñotello ist in hohem Maße agrarisch orientiert – früher wurden Getreide, Weinreben etc. zur Selbstversorgung angepflanzt; Gemüse stammte aus den Hausgärten. Viehzucht (früher hauptsächlich Schafe und Ziegen, heute zumeist Rinder) wurde ebenfalls betrieben. Seit den 1960er Jahren spielt auch der ländliche Tourismus (turismo rural) eine immer bedeutsamer werdende Rolle für das Wirtschaftsleben der Gemeinde.

## Geschichte
Über die ältere Geschichte von Muñotello ist nur wenig bekannt, doch beweist die auf dem Gebiet des Nachbarorts Solosancho gelegene keltische (vielleicht vettonische) Höhenfestung Castro de Ulaca eine frühe Besiedlung der Region. Römische und westgotische und arabisch-maurische Zeugnisse fehlen weitgehend. Im 11. und 12. Jahrhundert wurde die Gegend von den Christen weitgehend kampflos zurückerobert (reconquista) und wiederbesiedelt (repoblación). In einem Dokument des Jahres 1250 wird eine Großgemeinde mit Namen Valle Amblés genannt, zu der auch der namentlich jedoch nicht genannte und vielleicht noch nicht existente Ort Muñotello gehörte.

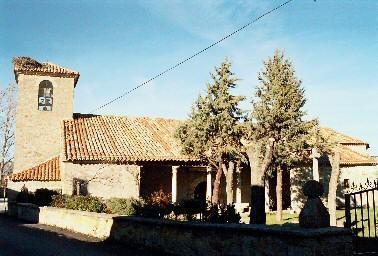
Iglesia de Santiago Apóstol

## Sehenswürdigkeiten
- Die schlichte Kirche Santiago Apóstol stammt aus dem 16. Jahrhundert; ihre Apsis ist aus Hausteinen gemauert, wohingegen die Mauern des Kirchenschiffs aus größeren Feldsteinen bestehen. Das Innere der Kirche wird von einer – in der Region typischen – repräsentativen Artesonado-Balkendecke mit Zugankern überspannt. Die durch einen Schwibbogen abgetrennte Apsis ist polygonal gebrochen; das Altarretabel zeigt den Apostel Jakobus d. Ä. als reitenden „Maurentöter“ (matamoros). Vielleicht noch während der Bauzeit der Kirche erhielt die Südseite eine offene Vorhalle (portico).[6][7][8]
- Auf dem Platz vor der Kirche erhebt sich eine Gerichtssäule (rollo oder picota) aus dem 17. Jahrhundert.